# Светлое (посёлок, Калининградская область)
Светлое — посёлок в Гурьевском городском округе Калининградской области. До 2014 года входил в Новомосковское сельское поселение.

## География
Посёлок Светлое расположен на правом берегу реки Прохладной, напротив места впадения её левого притока Корневки, в 20 км к югу от города Калининград. В 1 км к северо-западу от центра посёлка расположена железнодорожная станция Светлое Калининградской железной дороги на линии Калининград — Мамоново (польская граница). Неподалёку от посёлка находится дачный поселок СНТ Светлое.

## История
Населённый пункт относится к исторической области древней Пруссии именем Натангия.
Впервые поселение Кобульбуде упоминается в документах 1326 года, со временем название населенного пункта трансформировалось в Коббельбуде.
В 1926 году в Коббельбуде через реку Фришинг (ныне река Прохладная) специалистами фирмы "Виндшильд и Лангелотт" был построен бетонный мост.
15 марта 1945 года Коббельбуде был занят войсками 3-го Белорусского фронта.
По итогам Второй Мировой войны вкупе с северной частью Восточной Пруссии передан СССР, в 1947 году переименован в поселок Светлое.

## Население
В 1910 году население Коббельбуде составляло 299 жителей, в 1933 году — 293 жителя, в 1939 году — 429 жителей. 
| 2002 | 2010 | 2011 |
| ---- | ---- | ---- |
| 160  | ↗298 | ↘198 |

Население посёлка на 1 января 2011 года составило 158 человек (74 мужчины, 84 женщины).

## Инфраструктура
Посёлок снабжён водонапорной станцией, подведено электричество. Работают отделение Почты России и продовольственный магазин.